# Joël Drommel
Joël Drommel (* 16. November 1996 in Bussum) ist ein niederländischer Fußballtorwart. Er steht bei der PSV Eindhoven unter Vertrag und ist ehemaliger niederländischer Nachwuchsnationalspieler. In der Saison 2025/26 ist er an Sparta Rotterdam ausgeliehen.

## Karriere

### Verein
Drommel begann mit dem Fußballspielen bei der ZVV Zaanlandia und wurde in der Folge unter anderem beim HFC Haarlem sowie bei Almere City ausgebildet. Als A-Jugendlicher wurde er im Nachwuchszentrum des FC Twente Enschede aufgenommen. In der Folge kam der Torhüter zu seinen ersten Einsätzen im Herrenbereich, als er vier Zweitligaspiele für die zweite Herrenmannschaft absolvierte; am 28. Spieltag der Saison 2014/15 stand er darüber hinaus im Spieltagskader der Profis. 
Der ersten Mannschaft gehörte Drommel ab der Spielzeit 2015/16 fest an, im Wechsel mit Nick Marsman kam er auf zwölf Partien, bis er ab März 2016 langfristig aufgrund eines Mittelfußbruchs ausfiel. Nach seiner Genesung wurde der Niederländer von Cheftrainer René Hake nicht mehr berücksichtigt und spielte lediglich für die zweite Mannschaft, die mittlerweile in die drittklassige Tweede Divisie abgestiegen war. Zum 16. Spieltag der Saison 2017/18 verdrängte der Torwart Jorn Brondeel von dessen Stammplatz und behielt ihn auch nach dem im Frühjahr 2018 folgenden Abstieg in der Spielzeit 2018/19, in welcher er von 42 Pflichtspielen lediglich zwei verpasste. Als Meister der Eerste Divisie konnte Drommel mit Twente den unmittelbaren Wiederaufstieg feiern und kam bis zur vorzeitigen Beendigung der Saison 2019/20 im Mai 2020 auf 28 Pflichtspieleinsätze; Twente schloss diese auf dem 14. Rang ab. Im Sommer 2021 wechselte er zur PSV Eindhoven.
Im Sommer 2025 wurde er für eine Saison an Sparta Rotterdam verliehen.

### Nationalmannschaft
Drommel absolvierte sieben Partien für die niederländische U19-Nationalmannschaft und nahm mit seiner Mannschaft an der EM 2015 in Griechenland teil, wo man nach der Gruppenphase ausschied. Nach drei Spielen für die U20-Auswahl lief er am 24. März 2017 beim 2:0 anlässlich eines Vier-Nationen-Turniers in Spanien gegen Finnland erstmals für die U21 auf.
Im November 2020 gehörte Drommel im Freundschaftsspiel gegen Spanien sowie in den Spielen in der UEFA Nations League gegen Bosnien-Herzegowina und Polen erstmals zum Kader der niederländische A-Nationalmannschaft, kam allerdings nicht zum Einsatz.

## Erfolge
FC Twente Enschede
- Niederländischer Zweitligameister

PSV Eindhoven
- Niederländischer Meister: 2024
- Niederländischer Pokalsieger: 2022, 2023
- Niederländischer Supercupsieger: 2021, 2022, 2023